# Saint-Philibert, Morbihan
Saint-Philibert är en kommun i departementet Morbihan i regionen Bretagne i nordvästra Frankrike. Kommunen ligger i kantonen Auray som tillhör arrondissementet Lorient. År 2022 hade Saint-Philibert 1 580 invånare.

## Befolkningsutveckling
Antalet invånare i kommunen Saint-Philibert
| Referens: INSEE |